# 20892 MacChnoic
20892 MacChnoic (2000 WE75) là một tiểu hành tinh vành đai chính được phát hiện ngày 20 tháng 11 năm 2000 bởi nhóm nghiên cứu tiểu hành tinh gần Trái Đất phòng thí nghiệm Lincoln ở Socorro.